# Gleiskette

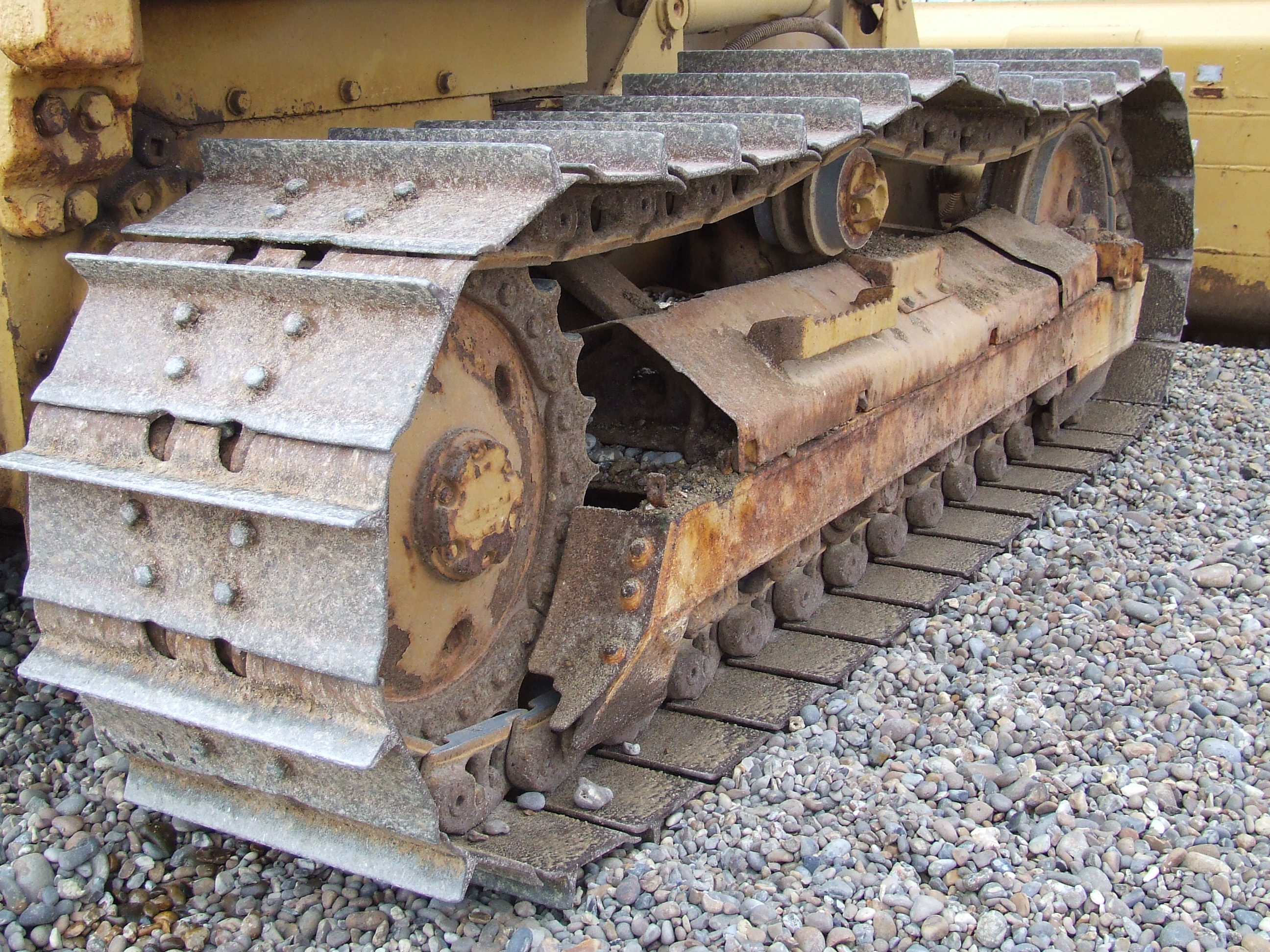
Gleisketten eines Bulldozers

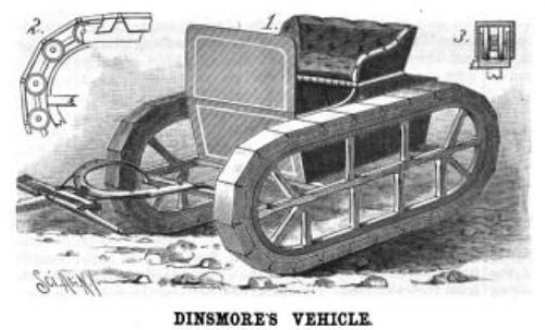
Kutsche mit Gleisketten von 1886

Eine Gleiskette (auch Raupenkette, Raupe oder Raupenband genannt) ist zentraler Bestandteil eines Kettenlaufwerks. Die geschlossene Kette dient zum Antrieb und zur Lenkung von Kettenfahrzeugen. Sie ermöglicht eine höhere Traktion und verringert bei gegebener Fahrzeugmasse mit ihrer großen Auflagefläche den spezifischen Bodendruck. Da sich die Gewichtskraft auf einer größeren Fläche verteilt, wird besonders auf weichen Böden ein Einsinken des Fahrzeugs verringert.

## Geschichte

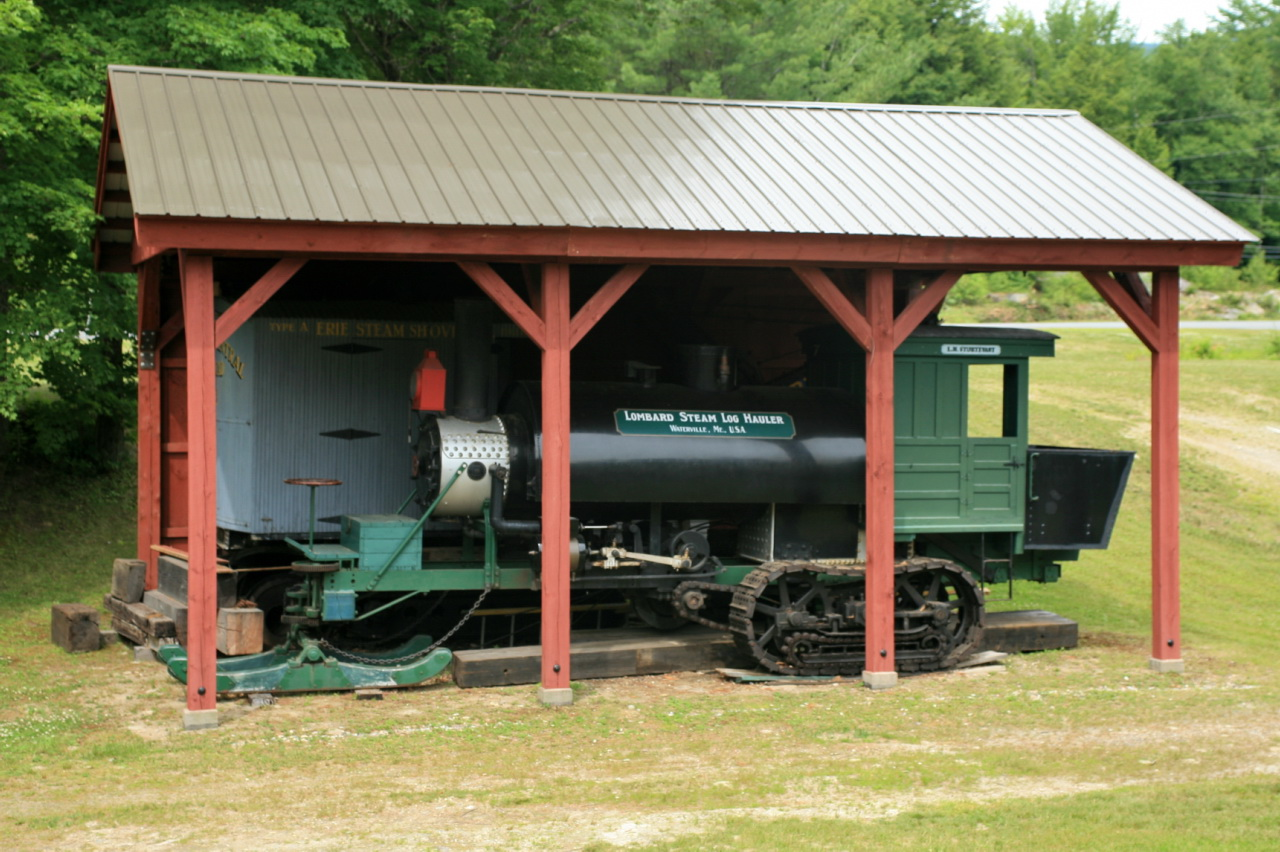
Der Lombard Steam Log Hauler

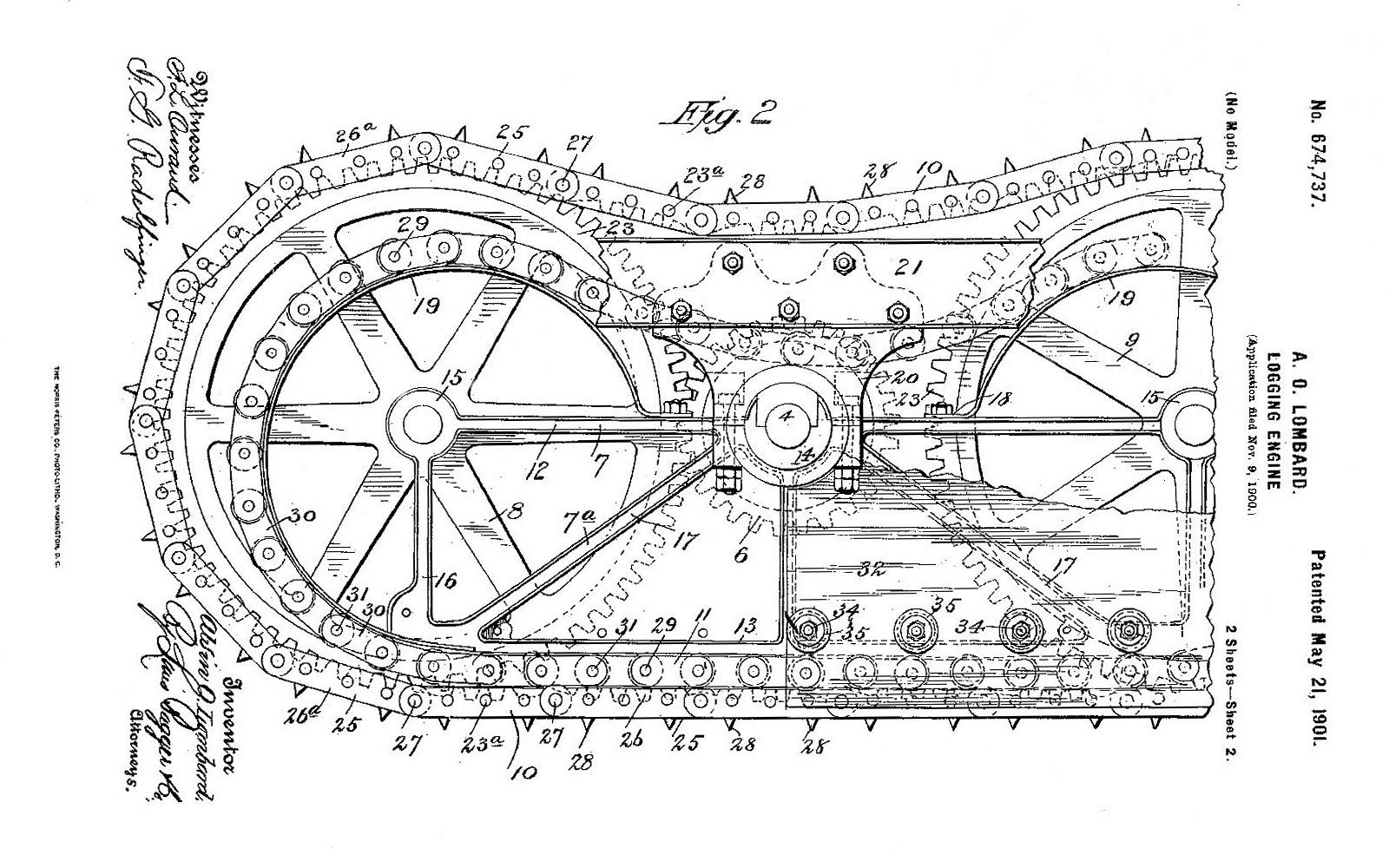
Patentzeichnung von 1901 für den Raupenantrieb von Alvin O. Lombard

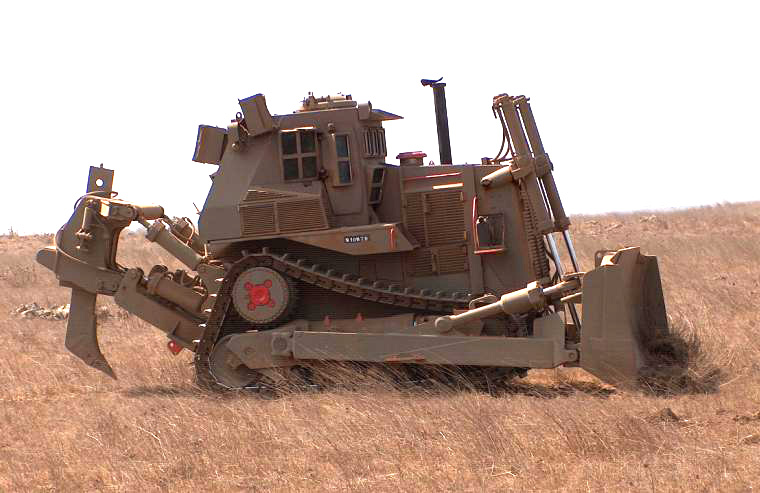
Gepanzerter IDF Caterpillar D9 der israelischen Armee

Die Erfindung der Gleiskette ist auf eine Idee des englischen Autors und Erfinders Richard Lovell Edgeworth von etwa 1770 zurückzuführen. Im Jahr 1826 ließ der britische Ingenieur George Cayley seine universal railway (engl. universelle Eisenbahn) patentieren. 1837 erdachte der russische Erfinder Dmitri Sagrjaschski (Дмитрий Андреевич Загряжский) eine Kutsche mit mobilen Schienen, die er im selben Jahr patentieren ließ. Auf Grund mangelnder finanzieller Mittel konnte er jedoch nie einen funktionierenden Prototyp bauen, sein Patent erlosch bereits 1839 wieder. Eine ähnliche Idee enthält das Patent für das endless railway wheel (engl. endloses Eisenbahnrad) des britischen Ingenieurs James Boydell aus dem Jahr 1846.
Nachgewiesene Patente auf dampfbetriebene Kettenfahrzeuge erhielten im Juni 1850 mit dem US-Patent-7427 „Traction-Wheel“ die Amerikaner Gideon Morgan
und im Mai 1859 mit dem US-Patent-23853 Warren P. Miller. Im November 1859 erhielt Charles F. Mann das Patent US-26195 mit dem Titel „Traction Locomotive carring its own Railway“ für ein dampfbetriebenes Halbkettenfahrzeug. 1901 konstruierte Alvin O. Lombard das erste kommerziell erfolgreiche Fahrzeug mit Gleisketten, den Lombard Steam Log Hauler. Am 23. Juli 1904 ließ Richard Hornsby & Sons Ltd ein ähnliches System patentieren und verbaute es 1905 in ein Lokomobil. Die Kettenglieder konnten nur in eine Richtung abgewinkelt werden, daraus resultierte eine Art Schiene (engl. track), auf der das Fahrzeug dann fuhr. Das Patent wurde von der Holt Manufacturing Company gekauft. Ab 1906 wurde das System von der British Army für Artillerietraktoren genutzt. Aufgrund der Tatsache, dass die Fortbewegung der Kettenglieder von den Soldaten als caterpillar-movement (engl. für Raupenbewegung) bezeichnet wurde, sicherte sich Holt die Marke Caterpillar und benannte sein Unternehmen schließlich 1925 nach einer Fusion in Caterpillar Tractor Company um.

## Aufbau
Moderne Gleisketten nutzen modulare Glieder, die eine geschlossene Kette bilden. Man unterscheidet hier grundsätzlich zwischen Scharnierketten und Verbinderketten sowie zwischen gespannten und nicht gespannten Ketten.

## Verwendung

### Zivile Fahrzeuge
Gleisketten bzw. mit Raupenfahrwerk ausgestattete Raupenfahrzeuge finden im zivilen Bereich zahlreiche Einsatzgebiete:
- Raupenschlepper als klassisch allgemeines Einsatzgebiet, v. a. (aber nicht nur) in Landwirtschaft und Forstwirtschaft, z. B. für Holzvollernter: → Hauptartikel: Raupenschlepper und Holzvollernter

- Schneemobile und Pistenraupen: Besonders hier bevorzugt mit leichten Gummiraupen:→ Hauptartikel: Schneemobil und Pistenraupe

- Baufahrzeuge: Planierraupe, Bagger: → Hauptartikel: Baufahrzeug, Bagger und Planierraupe

- Bergbau, v. a. im Tagebau und besonders im Braunkohletagebau mit oft gigantischen Schaufelradbaggern und Förderbrücken: → Hauptartikel: Schaufelradbagger, Förderbrücke und Braunkohletagebau

- Spezialfahrzeuge: Raupenschlepper für Startrampen, wie zum Beispiel der des Kennedy Space Center Launch Complex 39.[7]

### Militärfahrzeuge
Gleiskettensysteme für militärischen Fahrzeuge wurden bereits vor dem Ersten Weltkrieg entwickelt. Wegen der von ziviler Nutzung abweichenden Anforderungen wurden seitdem zahlreiche Gleiskettensysteme genutzt und weiter entwickelt.

## Arten
Grundsätzlich wird bei Gleisketten zwischen Gliederketten und Bandketten unterschieden. Gliederketten sind als Verbinderketten oder Scharnierketten ausgeführt.
In westlichen Staaten sind die Ketten zur Schonung der Straßen in Friedenszeiten meist mit Gummipolstern versehen. Bei sogenannten Kombiketten können diese entfernt bzw. ausgewechselt werden, z. B. gegen neue oder „Schneegreifer“.
Gefechtsketten sind wegen der besseren Griffigkeit in der Regel nicht mit Gummipolstern versehen. Für einige Verbinderketten gibt es aber auch keine Version ohne Gummipolster bzw. Gummibeschichtung.

### Verbinderkette

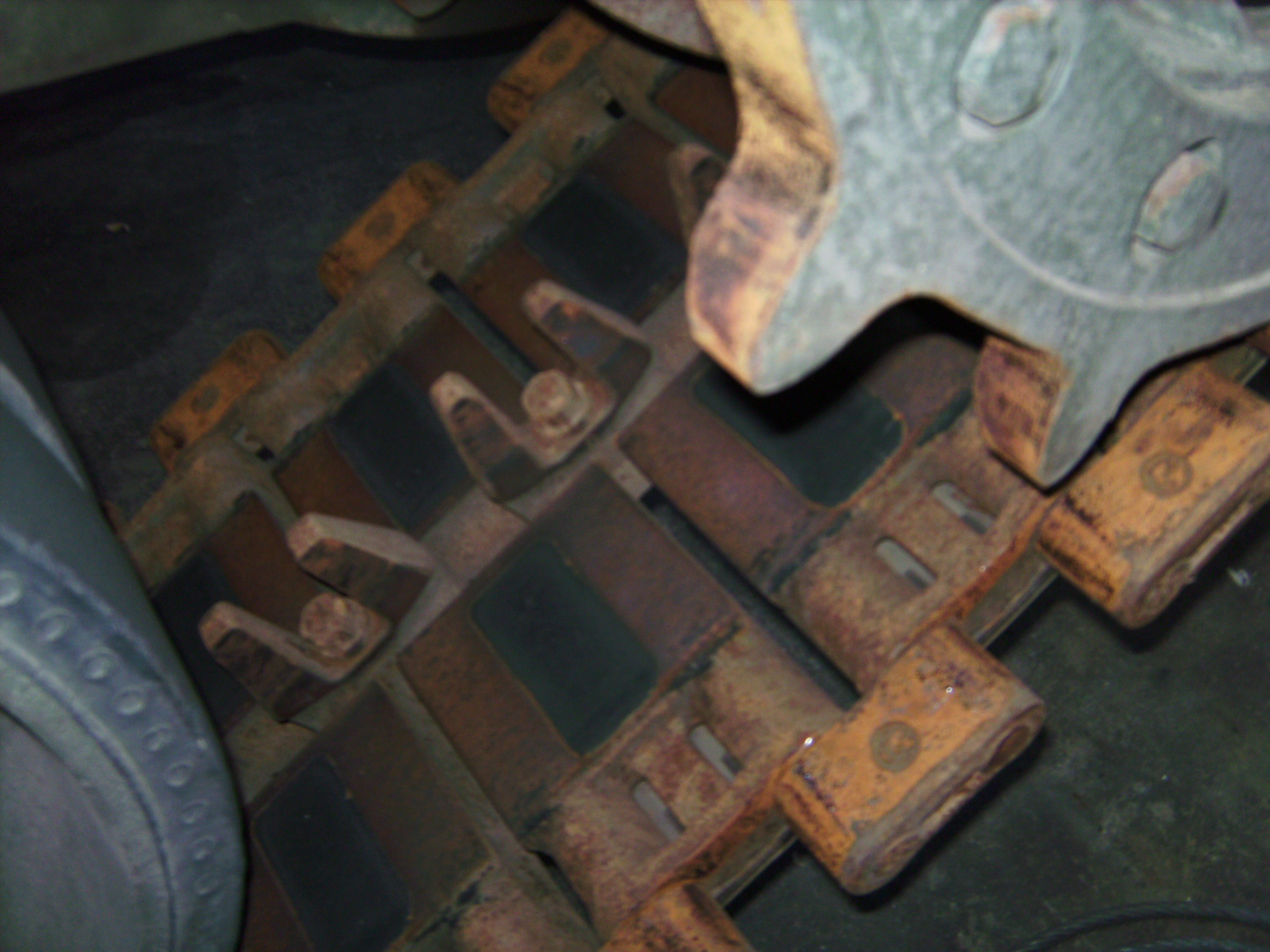
Kettenendverbinder mit Mittelführungszahn

Bei Verbinderketten sind in entsprechende Bohrungen der Kettenglieder Bolzen mit aufvulkanisierter Gummischicht eingepresst und die Bolzen benachbarter Kettenglieder durch Verbinder starr miteinander verbunden. Die Reibung von Metall auf Metall sowie das Eindringen von Schmutz wird so verhindert. Jedes Kettenglied hat dadurch jedoch nur eine beschränkte Beweglichkeit innerhalb der Elasitzitätsgrenzen der Gummischicht um die Bolzen.
Die ersten Verbinderketten wurden in den 1930er Jahren für leichte amerikanische Panzer entwickelt und waren nur an den Enden der Bolzen miteinander verbunden. Für mittlere und schwere Panzer mit breiteren Ketten wird zusätzlich in der Mitte der Glieder ein Verbinder eingesetzt, der in der Regel auch die Zähne zur Führung der Kette auf den Laufrollen trägt.
Die Verbinderkette besteht aus
- Kettengliedern mit zwei gummigelagerten Kettenbolzen,
- Mittelführungszähnen bzw. Kettenführungszähnen,
- Endverbinder und ggf. Mittelverbinder
- bei Kombiketten zusätzlich aus ein oder zwei Gummipolstern pro Kettenglied.

Die Verbinderkette kann sowohl mit Front- als auch mit Heckantrieb verwendet werden.
Ihre Vorteile liegen in einer hohen Maximalgeschwindigkeit, großen Laufruhe, langen Lebensdauer und guten Seitenführung auf dem Laufwerk (die Kette wird im Gelände nicht so schnell geworfen).
Nachteile sind, im Gegensatz zur Scharnierkette, der aufwendigere Herstellungsprozess, die kompliziertere Kettenmontage, bedingt durch die höhere Zahl an Einzelteilen, und die Kosten der Fertigung.

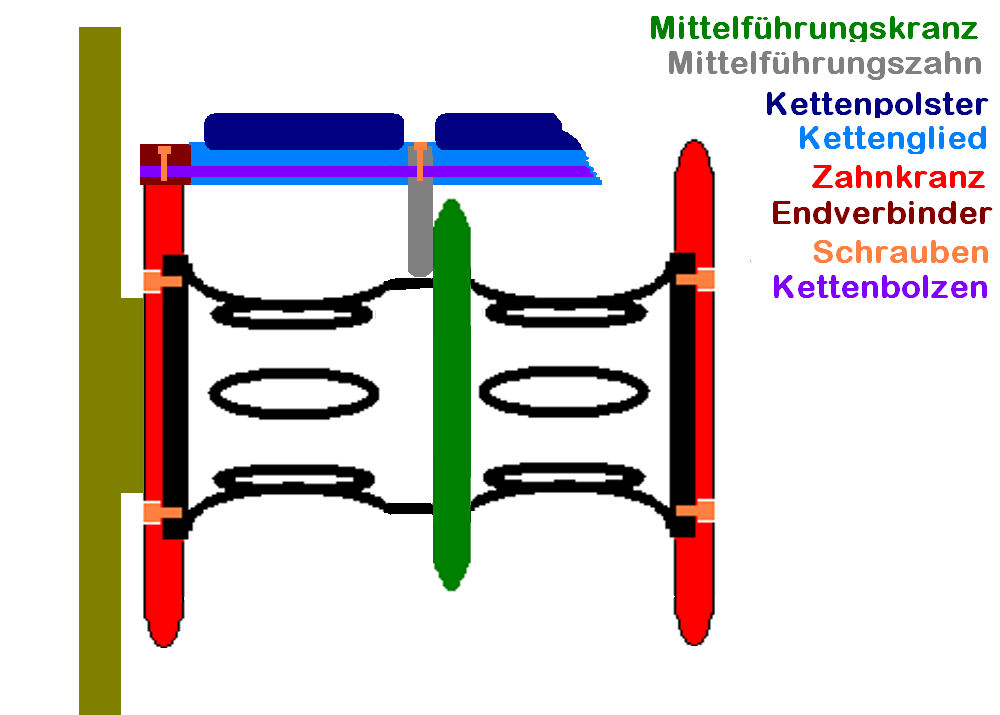
Schematische Darstellung eines Triebrades (bereits mit Mittelführungskranz)

Ein weiterer Nachteil ist die Möglichkeit des Aufpolsterns im Antriebsrad, beispielsweise bei zähem Lehmboden (jedoch nicht bei Frontantrieb). Dadurch hebt sich die Kette aus der Führung und springt bei starken Lenkbewegungen ab.
Um dem entgegenzuwirken, erhielten z. B. die Laufwerke der Leopardfamilie Antriebsräder mit einem Mittelführungskranz, der auf die Mittelführungszähne wirkte und ein Auswandern dieser verhindern sollte. Diese Lösung war aber auch nicht gänzlich zufriedenstellend, so dass dann beim Pionierpanzer (der beim Arbeitseinsatz extrem vom Kettenwerfen betroffen war) eine Stahlschiene diagonal über dem Antriebsrad befestigt wurde, so dass die Kette nicht mehr auswandern konnte.

#### Mittelführungszahn bzw. Kettenführungszahn
Kettenführungszähne befinden sich auf der Innenseite der Kette und sorgen dafür, dass die Kette nicht seitlich von den Laufrollen abläuft und abfällt.
Bei Fahrwerken mit einfachen Laufrollen, beispielsweise beim M3, sorgt eine doppelte Zahnreihe an den Außenseiten der Laufrollen für die nötige Führung.
Bei Fahrwerken mit doppelten Laufrollen, die heute allgemein üblich sind, genügt eine Zahnreihe in der Mitte.
Die Führungszähne können fest mit dem Kettenglied verbunden sein (einteiliges Kettenglied) oder sie sitzen auf dem Mittelverbinder der Kette.

#### Endverbinder
Die beiden Endverbinder werden links und rechts auf die Kettenbolzen aufgeschoben und fixiert. Zusätzlich dienen sie oft dem Eingriff des Antriebszahnkranzes.

#### Verbinderkette mit fester Gummipolsterung
Bei den Streitkräften der Vereinigten Staaten wurde bereits bei der Einführung des M1 Combat Car im Jahre 1937 eine gummigepolsterte Gleiskette verwendet. Hierzu wurde die einteilige Auflagefläche des Kettengliedes mit einer Gummiplatte versehen (aufvulkanisiert oder aufgeschraubt). Diese Art der Kette war auch noch beim M4 Sherman im Einsatz.
Die Kette mit fester Gummipolsterung und geteilten Kettengliedern wurde erstmals ab 1944 beim mittleren amerikanischen Panzer M4 Sherman eingesetzt, als dieser mit breiteren Ketten ausgerüstet wurde. Dabei wurde die Gummigrundplatte mit einem etwa 4 cm hohen Gummisteg versehen. Dies war die Kette mit dem höchsten Laufkomfort, die bei der Bundeswehr noch bis zum Leopard 1A1 eingesetzt wurde. Ein Nachteil der festen Gummipolsterung lag darin, dass die Kette auf schneeglatten oder vereisten Straßen keinen Halt fand, ein weiterer, dass sie sich in  steinigem Gelände schnell abnutzte. Sie musste dann komplett getauscht werden, auch wenn die sonstigen Grenzwerte noch nicht erreicht waren.
Nachteilig wirkte sich zudem aus, dass die Griffigkeit im Gelände den Ansprüchen in einem Gefechtseinsatz nicht gewachsen war und deswegen für jedes Fahrzeug eine sogenannte Gefechtskette vorgehalten werden musste.

#### Kombikette bzw. Kette mit auswechselbaren Kettenpolstern

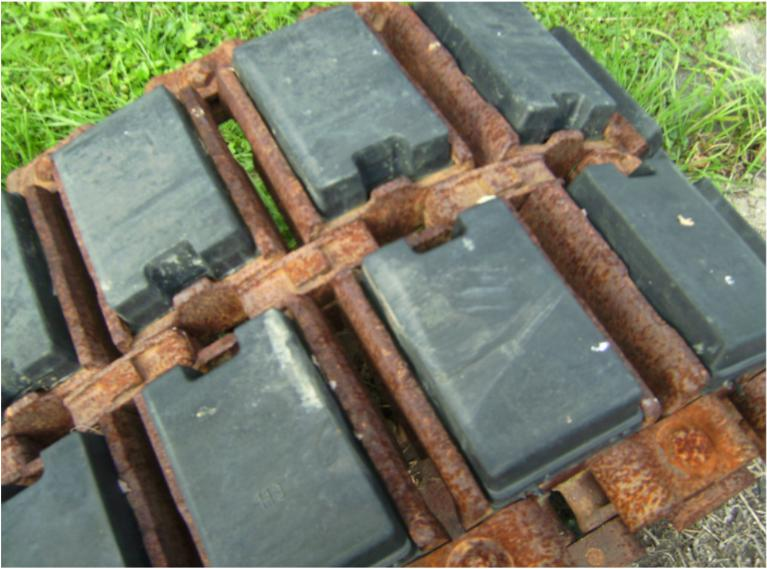
Kombikette mit Kettenpolstern. Nach dem Entfernen der Kettenpolster wird sie zur Gefechtskette

Verbinderketten mit Kettenpolstern werden als Kombiketten bezeichnet. Die Kombikette wurde eingeführt, da sich die bis dahin gängige Praxis der zwei Kettenarten (feste Gummipolsterung und Gefechtskette) als nicht effektiv erwiesen hatte. Die Kette wurde nunmehr so konstruiert, dass sie mit abnehmbaren Gummipolstern und/oder Schneegreifern ausgestattet werden konnte.
Die Kettenpolster werden seitlich eingeschoben und mittels einer Federnase fixiert (beispielsweise bei der Leopard-Familie) oder aber mit Hilfe von Gewindebolzen und Muttern befestigt (wie beim Schützenpanzer kurz).

Bei der deutschen Wehrmacht waren zumindest zu Beginn des Zweiten Weltkrieges die Halbkettenfahrzeuge (zum Beispiel Schützenpanzerwagen Sd.Kfz. 251) mit auswechselbaren Gummipolstern ausgestattet.

### Scharnierkette
Die Scharnierkette besteht aus:
- dem Kettenglied
- dem Kettenbolzen

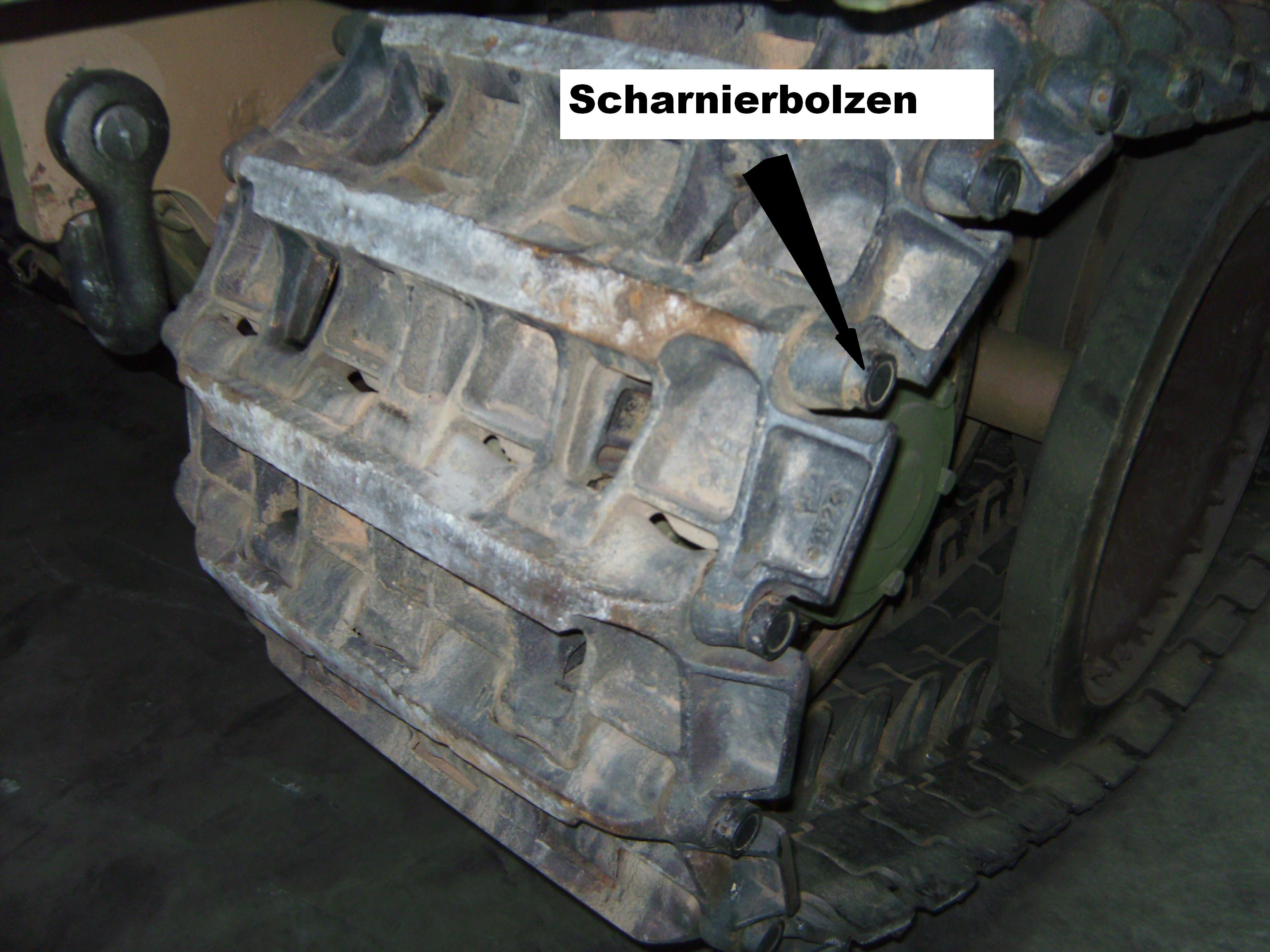
Scharnierkette des Panzers Panther

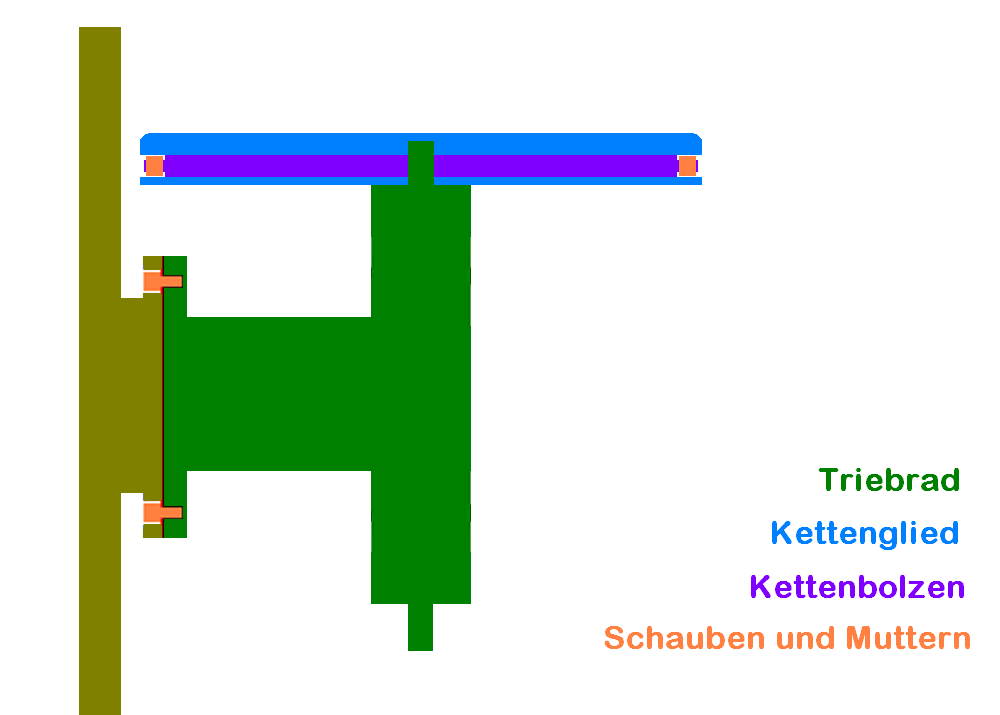
Triebrad einer Scharnierkette, schematisch

- dem abnehmbaren bzw. auswechselbaren Kettenpolster.

Beim Zusammenfügen der Kettenglieder wird lediglich der Bolzen durch die Passlöcher der Kettenglieder geschoben und auf beiden Seiten fixiert. Bei den Scharnierketten des sowjetischen T-34 wurden die rundköpfigen Kettenbolzen lediglich von innen her eingeschoben. Am Wannenheck befand sich eine gebogene Abstreifplatte, die bei jedem Kettenumlauf die verrutschten Bolzen wieder ganz in die Kette hineinschob.
Eine Scharnierkette kann gespannt oder ungespannt eingesetzt werden.
Der Vorteil dieser Kette liegt in ihrer einfachen Ausführung, der einfachen Kettenmontage und den relativ geringen Beschaffungskosten. Nachteilig sind der hohe Verschleiß, der geringe Fahrkomfort und das hohe Abwurfrisiko im Gelände. Die Scharnierkette wird als Gefechtskette oder als Kombikette eingesetzt, wobei meistens Schraubbolzen als Befestigung für die Gummipolster verwendet werden. Bei der Scharnierkette ist der Mittelführungszahn fest mit dem Kettenglied verbunden.
Dem hohen Abwurfrisiko im Gelände wirkt man entgegen, indem man das Triebrad nach vorn verlegt oder dieses als scheibenförmiges Zahnrad gestaltet, was ein Aufpolstern und das damit verbundene Werfen der Kette verhindert.

### Bandkette

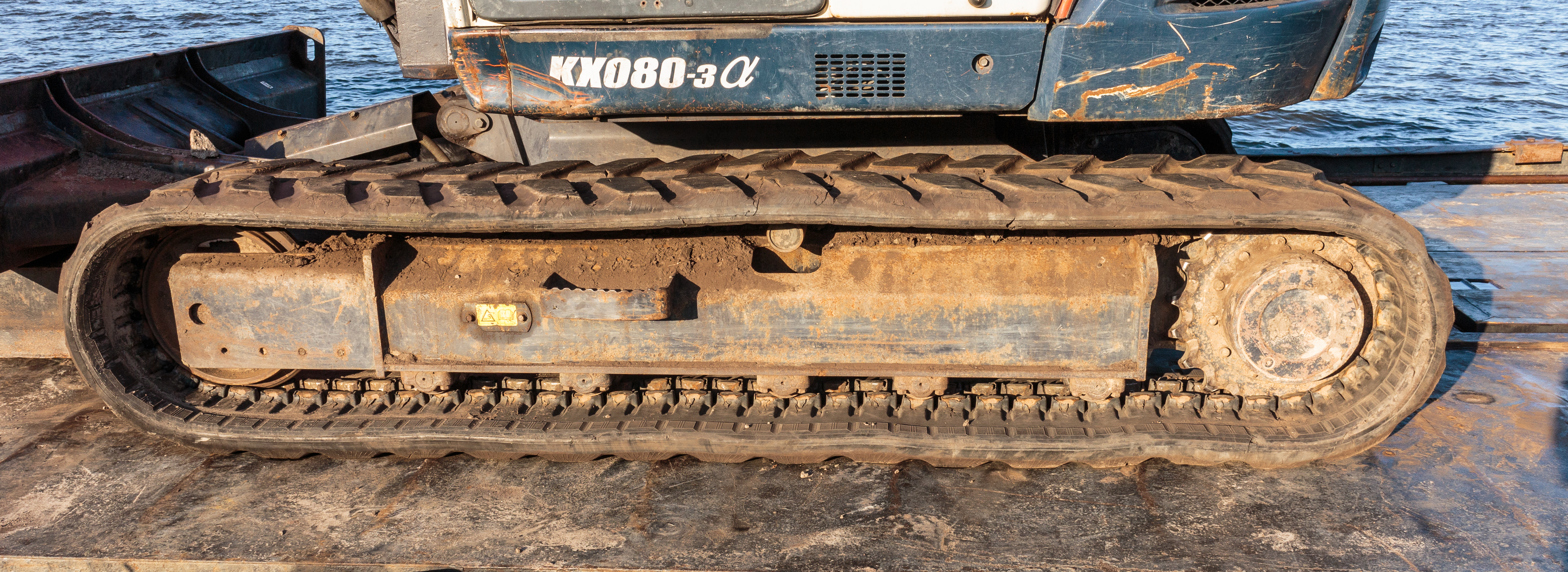
Bandkette an einem Minibagger

Eine eigenständige Gleiskettenart bildet die gummiummantelte Bandkette. Sie wird landläufig auch einfach als Gummikette bezeichnet. Für die Stabilität der Bandkette sorgen in erster Linie einvulkanisierte Stahlseile oder eine Karkasse aus Textil- oder Stahlcord. Ebenfalls einvulkanisierte Traversen aus biegesteifem Metall oder biegeweichem glasfaserverstärktem Kunststoff dienen der Übertragung der Antriebs- und Bremskräfte. Bandketten werden als Endlosketten oder als geteilte Kette mit Kettenschloss in Scharnierform gefertigt. Geteilte Bandketten erreichen jedoch nicht die Festigkeitswerte der Endloskette.
Vorteilhaft ist das vergleichsweise geringe Gewicht der Bandketten. Zudem schonen sie den Fahrweg und sind deutlich laufruhiger und leiser als Gliederketten. Ein Nachteil ist der höhere Verschleiß bei harten Einsatzbedingungen. Die Gummiummantelung kann durch scharfe Kante und Steine relativ leicht beschädigt werden. Eindringende Feuchtigkeit führt dann zu Korrosion an den innenliegenden Stahlseilen und letzten Endes zum Auseinanderreißen der Bandkette.
Das japanische Unternehmen Bridgestone brachte die Bandkette in den 1970er Jahren auf den Markt. Seither werden Bandketten überwiegend bei kleineren und mittleren Baumaschinen, wie z. B. Minibaggern, Raupendumpern, Kompaktladern und Arbeitsbühnen eingesetzt. Darüber hinaus sind Snow-Tracs und leichtere militärische Nachschubfahrzeugen damit ausgestattet.
In der Regel wird für Herstellung von Bandketten schwarzer Gummi verwendet. Dies hat allerdings bei empfindlichen Böden den Nachteil, dass hartnäckige schwarze Spuren zurückbleiben können. Um dies zu verhindern, kommen so genannte „Non-Marking“-Ketten aus grauem Gummi zur Anwendung.

## Kettenvorspannung
Gliederketten können vorgespannt werden, um dem Entgleisen vorzubeugen. Darüber hinaus lässt sich mit Hilfe der Vorspannung auf das Schwingungs-, Geräusch- und Verschleißverhalten der Kette Einfluss nehmen. Es handelt sich hierbei um die sogenannte statische Kettenvorspannung. Verbinderketten sind vorgespannte Ketten. Scharnierketten dagegen können sowohl vorgespannt als auch nicht vorgespannt sein. Die vorgespannten Ketten werden auch als „lebende Ketten“ und nicht vorgespannte Ketten als „tote Ketten“ bezeichnet.
Neben der statischen Kettenvorspannung gibt es auch die dynamische Kettenvorspannung. Sie tritt während der Fahrt auf und wird in erster Linie durch die im Bereich der Kettenkrümmungen wirkenden Fliehkräfte erzeugt.

## Andere Anwendungsgebiete
Auch bei Robotern unterschiedlicher Typen werden teilweise Gleisketten als Alternative zum Vortrieb durch Räder genutzt. Beispiel sind Roboter zur Kampfmittelbeseitigung oder kleine Haushaltsroboter, insbesondere Geräte für die Fensterreinigung.